# Adeptes, de l'emprise à la déprise

Adeptes, de l'emprise à la déprise est un film documentaire français réalisé en 2023 par Karine Dusfour et diffusé sur Arte. Il traite du phénomène de la déprise, concernant cinq adeptes qui sont sortis de sectes.

## Synopsis
Cinq personnes, quatre hommes et une femme racontent leur entrée dans 3 sectes différentes, et les différentes étapes, souvent douloureuses, qui leur ont permis de rompre et de retrouver une vie normale. Les 3 sectes citées sont les Témoins de Jéhovah, les guerriers de lumières et l'Université de la nature, de l'écologie et de la relation. Les témoignages se recoupent très souvent, pour différentes étapes : l'intégration, avec de la séduction, des discours généreux et humanistes, du love bombing, puis du contrôle coercitif, la manipulation, l'emprise qui les retiennent dans la secte. Enfin l'ostracisme, la violente rupture et le sentiment de solitude extrême une fois rompus les liens. L'entourage (famille et amis) est alors fondamental pour tenir.

## Réception
- Bernadette Sauvaget, sur Libération : « L’un des grands mérites du documentaire de Karine Dusfour est de lever le voile sur ce que sont les nouveaux groupes sectaires, souvent de petite taille, surfant sur l’écologie et l’écoanxiété, misant sur le développement personnel ou les vieilles mythologies »[1]
- Dans l'Obs : « Dans ce documentaire signé Karine Dusfour, cinq témoins livrent le bouleversant récit de leur descente aux enfers et la longue bataille intérieure qu’ils ont dû mener pour se défaire des pièges de la manipulation » [2]
- Télérama : « Ces rescapés décortiquent avec recul les processus d'emprise et de déprise par lesquels ils sont passés » [3]
- Le film a obtenu les notes suivantes : 
  - 7,2 sur 10 chez Senscritique[4]
  - 6,8 sur 10 chez IMDB[5]

## Fiche technique
Ont participé à ce documentaire :
- Scénario, réalisation : Karine Dusfour
- Production exécutive : Amélie Juan, Gérard Pont, Sylvain Plantard, Gérard Lacroix
- image : Thibault Delavigne, Henry Marquis
- Son : Florent Blanchard

- Montage : Gildas Houdebine
- Musique : Mathilde Forget
- Année de sortie : 2023
- Durée : 55 min.
- Producteur : Morgane Production
- Participation : CNC, Angoa-Agicoa, Procirep
- Diffusion : Arte France[7]

### Émissions de radio
- Julie Baschet : sortir de l'enfer d'une secte - L'invité de Sonia Devillers, France Inter, 21 juin 2023[8],[9]
- "Adeptes, de l'emprise à la déprise" : Karine Dufour est l'invitée de Culture médias, présenté par Philippe Vandel, 19 juin 2023[10]